# Nižný Kručov
Nižný Kručov (in ungherese Magyarkrucsó) è un comune della Slovacchia facente parte del distretto di Vranov nad Topľou, nella regione di Prešov.